# Roland Weitzenböck

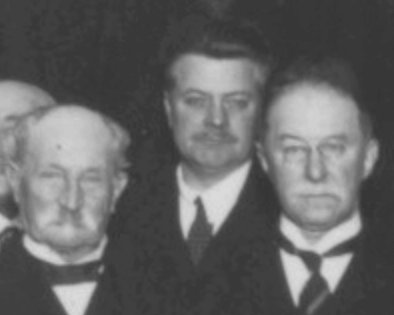
V. l. n. r.: Korteweg, Weitzenböck, Sissingh (1926)

Roland Weitzenböck  (* 26. Mai 1885 in Kremsmünster; † 24. Juli 1955 in Zelhem, Niederlande) war ein österreichisch-niederländischer Mathematiker.

## Leben
Weitzenböck studierte 1902 bis 1904 an der Technischen Militärakademie Mödling (heute HTL Mödling) und wurde Hauptmann in der österreichischen Armee. Er studierte dann an der Universität Wien, wo er 1910 promovierte („Zum System von 3 Strahlenkomplexen im 4-dimensionalen Raum“), studierte dann in Bonn und Göttingen, wo er sich habilitierte („Über einige spezielle Kollineationen des {\displaystyle R^{4}}“). 1912 wurde er Privatdozent in Graz und (nach Armeedienst im Ersten Weltkrieg) 1918 Professor für Mathematik an der Karl-Ferdinands-Universität in Prag. 1923 wurde er Mathematikprofessor in Amsterdam, was er bis 1945 blieb.
Während er vor dem Zweiten Weltkrieg politisch nicht aktiv war (allerdings starke revanchistische, antifranzösische Gefühle hegte), zeigte er während der deutschen Besetzung im Zweiten Weltkrieg offen seine pro-deutsche Einstellung. Nach der niederländischen Kapitulation im Mai 1940 trat er der nationalsozialistischen Bewegung in den Niederlanden NSB bei, allerdings trat er September 1941 wieder aus und er war niemals Mitglied der NSDAP. Er nahm 1942 die deutsche Staatsbürgerschaft an und wurde (als ehemaliger k. u. k Offizier) Reserveoffizier. 1942 wurde er der Schutz-Gruppe zugewiesen und musste 1944 den Kommandeur des Quartier-Amts in Hilversum ersetzen, wobei er für Einquartierung von Militärs zuständig war. Seine Sympathien waren vor allem darin begründet, dass er den Krieg gegen Frankreich guthieß, sie gingen nicht so weit, dass er Juden oder Mitglieder des Widerstands anzeigte, und er benutzte seinen Einfluss, um den mit ihm befreundeten marxistischen Mathematiker und Philosophen Gerrit Mannoury (1867–1956) zu schützen. Seine Aktivitäten als Quartiermeister und seine prodeutsche Einstellung hatten ihn unpopulär gemacht. 1946 wurde er verhaftet und interniert. Sein Verhalten während der Besatzung wurde sehr genau untersucht, ohne dass besondere inkriminierende Tatbestände zu Tage kamen. Er kam erst 1948 wieder frei; ein Teil seines Vermögens wurde eingezogen, er verlor seine Ämter und seine Pensionsansprüche, musste seine deutsche Staatsbürgerschaft aufgeben und sein Pass wurde eingezogen. Er zog nach Zelhem an der deutschen Grenze, um näher bei seiner Tochter zu sein, die Krankenschwester war.
Seine Frau und einer seiner Söhne starben bei einem Bombenangriff 1940, sein zweiter Sohn fiel an der Ostfront.
Weitzenböck beschäftigte sich mit Invariantentheorie, speziell Differentialinvarianten. 1928/9 korrespondierte er mit Albert Einstein und arbeitete auch über dessen Fernparallen-Theorie einer vereinheitlichten Feldtheorie.
Er war seit 1940 korrespondierendes Mitglied der Preußischen Akademie der Wissenschaften.
Zu seinen Doktoranden zählen Daniel Edwin Rutherford, George François Cornelis Griss (1898–1953), der Begründer einer Variante des Intuitionismus ohne Negation, und der Schachweltmeister Max Euwe. Der führende Amsterdamer Mathematiker L. E. J. Brouwer, der Weitzenböck nach Amsterdam geholt hatte, übernahm ungern Doktoranden und verwies diese meist an Weitzenböck oder Hendrik de Vries.
Weitzenböck war ein starker Schachspieler und zeitweise Präsident des Schachclubs in seinem Wohnort Blaricum.

## Schriften
- Komplex-Symbolik. Eine Einführung in die analytische Geometrie mehrdimensionaler Räume, Göschen 1908.
- Invariantentheorie, Groningen, Noordhoff, 1923.
- Der vierdimensionale Raum, Vieweg 1929, Basel 1956.
- Neuere Arbeiten zur algebraischen Invariantentheorie. Differentialinvarianten. Enzyklopädie der mathematischen Wissenschaften, III, Bd. 3, Teubner 1921.
- Differentialinvarianten in der Einsteinschen Theorie des Fernparallelismus, Sitzungsberichte Preußische Akademie der Wissenschaften, Phys.-Math. Klasse, 1928, S. 466.